# ماستیف انگلیسی
ماستیف انگلیسی (به انگلیسی: English Mastiff)، نام یکی از نژادهای سگ است که خاستگاه آن به انگلستان بازمی‌گردد. وزن جنس نر ماستیف انگلیسی ۱۵۰ تا ۲۵۰ پوند (۶۸ تا ۱۱۳ کیلوگرم) است و وزن جنس مادهٔ آن ۱۲۰ تا ۱۸۰ پوند (۵۴ تا ۸۲ کیلوگرم). قد جنس نر ماستیف انگلیسی حداقل ۳۰ اینچ (۷۶ سانتیمتر) است و قد جنس مادهٔ آن دست کم ۲۷٫۵ اینچ (۷۰ سانتیمتر).